# Кайсер, Курт
Т. Кертис (Курт) Кайсер (англ. T. Kurtis 'Kurt' Kyser; 7 октября 1951, Монтана, США — 29 августа 2017, Бермудские Острова) — американский и канадский геолог и геохимик, профессор Университета Саскачевана и Университета Куинс, основатель Комплекса исследования изотопов в Университете Куинс и главный редактор журнала Geochemistry: Exploration, Environment, Analysis. Президент Минералогической ассоциации Канады в 2006—2008 годах, член Королевского общества Канады.

## Биография
Курт Кайсер родился в 1951 году в Монтане и вырос в Сан-Диего (Калифорния). В детстве он увлекался энтомологией, но затем его интересы сместились в область геологии. В 1974 году Кайсер окончил первую степень в Калифорнийском университете в Сан-Диего, после чего перешёл в филиал в Беркли, где в 1976 году окончил вторую степень, а в 1980 году — докторат по геологии. Его докторская диссертация была посвящена использованию стабильных изотопов при анализе донных океанических базальтов.
Пройдя последокторскую практику в Геологической службе США в Денвере и в Парижском университете по стипендии НАТО, Кайсер поступил на работу в Университет Саскачевана (Канада) в ранге старшего преподавателя; в 1989 году он получил звание полного профессора. В 1995 году перешёл на должность профессора в Университет Куинс в Кингстоне. Там под руководством Кайсера был создан Комплекс исследования изотопов в университете Куинс (англ. Queen’s Facility for Isotope Research, QFIR), ставший ведущей исследовательской лабораторией по геохимии и изучению изотопов в Северной Америке. Под руководством Кайсера было защищено порядка 50 магистерских и столько же докторских диссертаций в области геохимии, в том числе только с начала второго десятилетия XXI века — 26 магистерских и 17 докторских диссертаций. Им было опубликовано свыше 500 научных работ, включая статьи, главы в книгах и целые монографии и технические отчёты; его основные научные интересы лежали в области применения изотопов, в особенности урана, в исследовании минералов и геохимии окружающей среды
Курт Кайсер был членом Минералогической ассоциации Канады (президентом которой являлся с 2006 по 2008 год), Американского минералогического общества, Американского геофизического союза, Американского геохимического общества и Ассоциации практических геохимиков. В последние годы жизни он занимал пост главного редактора издаваемого Геологическим обществом Лондона журнала Geochemistry: Exploration, Environment, Analysis. Он погиб, совершая погружение, в августе 2017 года на Бермудских Островах, где вёл полевые занятия по карбонатам, оставив после себя жену, Эйприл Вулетич.

## Награды и звания
Курт Кайсер был избран членом Королевского общества Канады. Его научные заслуги были отмечены профессиональными наградами Минералогической ассоциации Канады (Медаль экс-президентов, 2001; Медаль Хоули, 2002), Геологической ассоциации Канады (Медаль экс-президентов; Медаль Дункана Р. Дерри, 2017), Совета по естественнонаучным и инженерным исследованиям Канады (стипендия памяти Э. У. Р. Стиси), Канадского совета по вопросам искусства (Киллиамовская исследовательская стипендия) и Королевского общества Канады (Медаль Уиллета Г. Миллера).